# Chapelle Notre-Dame de la Candelaria (Montebello)
La chapelle Notre-Dame de la Candelaria, ou église de Sabaletas, est une chapelle de culte catholique colombien dédiée à la Vierge Marie sous le patronage de La Candelaria. Elle est située dans le corregimiento de Sabaletas qui dépend de la municipalité de Montebello. Elle dépend de la juridiction ecclésiastique du diocèse de Caldas.
Elle acquiert le statut de monument national via le décret no 3003 du 10 décembre 1984.